# Ibrahim Aqil
Ibrahim ʿAqil (arabisch إبراهيم عقيل, DMG Ibrāhīm ʿAqīl, auch als تحسين, DMG Taḥsīn bekannt; * 24. Dezember 1960 in Bidnayil in Baalbek; † 20. September 2024 in Dahieh) war ein libanesischer Milizionär und hochrangiges Mitglied der Terrororganisation Hisbollah. Er war der Anführer der Hisbollah-Eliteeinheit ar-Radwan als Nachfolger des am 30. Juli 2024 von Israel getöteten Terroristen Fuad Schukr. Er diente im Dschihad-Rat der Hisbollah. ʿAqil war maßgeblich an der Gründung der Hisbollah beteiligt und hatte eine Schlüsselrolle bei zahlreichen militärischen Aktionen gegen israelische Streitkräfte.

## Leben
Ibrahim ʿAqil wurde um 1960 in der Bekaa-Ebene im Libanon geboren. Er schloss sich zunächst der schiitischen Bewegung Amal an, bevor er in den frühen 1980er Jahren zur Hisbollah übertrat, als diese sich von der Amal-Bewegung abspaltete. Die Hisbollah setzte sich das Ziel, die israelischen Streitkräfte zu bekämpfen, die 1982 in den Libanon einmarschiert waren. ʿAqil wurde als Gründungsmitglied zu einer der zentralen Figuren der Miliz.

### Rolle in der Hisbollah
In den 1980er Jahren war ʿAqil für zahlreiche terroristische Aktivitäten und Entführungen verantwortlich, die als Teil der sogenannten libanesischen Geiselkrise bekannt wurden. Zu den prominentesten Vorfällen zählte die Entführung deutscher Staatsbürger. Während dieser Geiselkrise wurden auch zahlreiche Journalisten, Diplomaten und Geschäftsleute aus den USA und Europa verschleppt, von denen einige ums Leben kamen. Die USA beschuldigten ʿAqil zudem, an dem Bombenanschlag auf die US-Botschaft in Beirut 1983 und dem Anschlag auf die Multinationalen Streitkräfte im Libanon am 23. Oktober 1983 beteiligt gewesen zu sein.
Laut Angaben des israelischen Verteidigungsministers Joaw Galant war ʿAqil für einen Hinterhalt im September 1997 verantwortlich, bei dem zwölf israelische Kampfschwimmer einer 16-köpfigen israelischen Eliteeinheit getötet wurden.

### Einordnung als Terrorist
Die Vereinigten Staaten stuften ʿAqil als „Specially Designated Global Terrorist“ (SDGT) – deutsch: Besonders ausgewiesener weltweiter Terrorist – ein und setzten 2019 eine Belohnung von sieben Millionen US-Dollar auf ihn aus. Ihm wurde vorgeworfen, Entführungen und Anschläge der Hisbollah angeführt und koordiniert zu haben.

### Tod
Ibrahim ʿAqil starb am 20. September 2024 bei einem Luftangriff der israelischen Armee auf ein Ziel in dem Vorort Dahieh von Beirut, wie von israelischen Militärquellen und der Hisbollah bestätigt wurde. Er wurde an seinem Todestag aus dem Krankenhaus entlassen, nachdem er bei den Explosionen von Pagern und Walkie-Talkies der Hisbollah verletzt worden war. Laut israelischen Militärangaben wurden neben Aqil noch mindestens zehn weitere Kommandeure bei dem Luftangriff getötet. Die israelischen Streitkräfte teilten außerdem mit, dass sich ʿAqil in der aktiven Planung eines großangelegten Terrorangriffs auf Israel, vergleichbar mit dem der Hamas im Oktober 2023, befunden hätte. Die Hisbollah erklärte, dass neben ʿAqil mit Ahmed Mahmud Wahbi ein weiteres hochrangiges Mitglied bei dem Luftschlag getötet wurde. Wahbi soll die militärischen Operationen der Radwan-Einheit zur Unterstützung der Hamas zwischen dem 7. Oktober und dem Jahresbeginn geleitet haben.